# Juan Barrera
Juan Barrera   (Ocotal, 2 de maig de 1989) és un exfutbolista nicaragüenc de la dècada de 2000.
Fou 48 cops internacional amb la selecció de Nicaragua.
Pel que fa a clubs, destacà a Real Estelí, Walter Ferretti, Tauro, Deportivo Petare, SC Rheindorf Altach i Communicaciones FC.